# Burg Mainau
Die Burg Mainau ist eine abgegangene mittelalterliche Höhenburg auf der dem Bodanrück vorgelagerten Insel Mainau im Überlinger See genannten Teil des Bodensees im Landkreis Konstanz (Baden-Württemberg).
Ein nach der Insel Mainau benanntes Ministerialengeschlecht ist erstmals 1242 überliefert. 1271 kam die Burg durch den reichenauischen Ministerialen Arnold von Langenstein zusammen mit den Besitzungen auf dem Bodanrück an den Deutschen Ritterorden und wurde mit der Insel Mainau zum Verwaltungsmittelpunkt seiner Besitzungen rund um den Bodensee. Ab Anfang des 16. Jahrhunderts besaßen die Obervögte der Mainau auch das Schloss Blumenfeld.
Im 18. Jahrhundert wurde die Burg abgebrochen und auf dem Burgstall, der nur noch Bodenspuren und geringe Reste der Burganlage zeigt, zwischen 1739 und 1746 von dem Baumeister des Ordens Johann Caspar Bagnato das heutige Barock-Schloss, Schloss Mainau errichtet.